# Vsevlad Carmazinu-Cacovschi

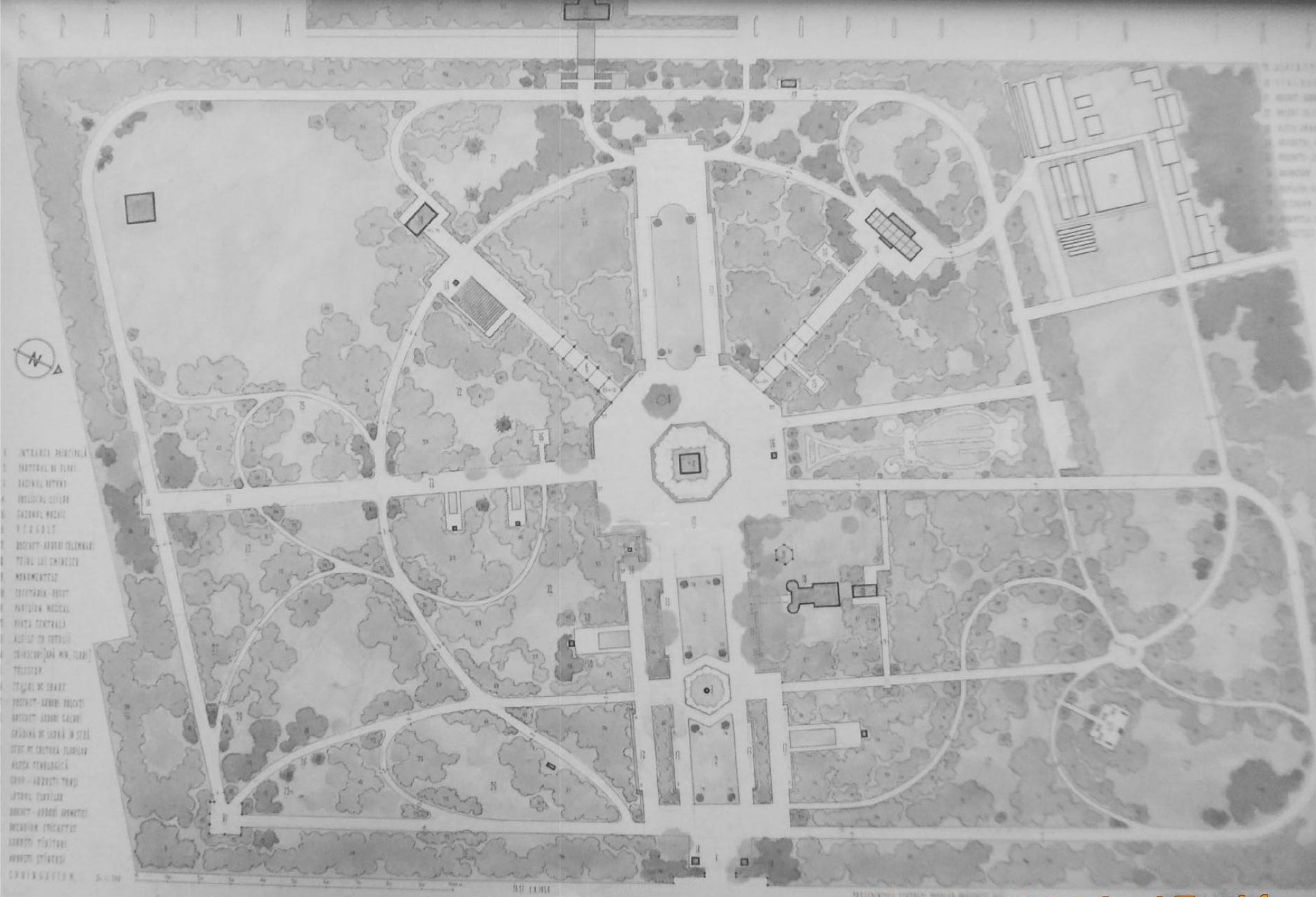
Schiță a Parcului Copou din Iași realizată de Vsevlad Carmazinu-Cacovschi

Vsevlad Carmazinu-Cacovschi (n. 16 septembrie 1898, Cristești, comuna Holboca, județul Iași - d. 30 iunie 1988, München, Germania) a fost un arhitect, autor și profesor universitar român, fondator al Școlii Românești de Arhitectură Peisagistică. 
Carmazinu-Cacovschi a fost membru al Academiilor de Știință din Ucraina, Canada, Italia și România și a predat în universități din Odesa, Harkov, Kiev și Brașov, unde pune temeliile primei secții de ingineri de parcuri și zone verzi din țară. A fost numit arhitect-șef în Odesa, Kiev, Ialta,  Harkov, Caransebeș, Lugoj, Constanța, Craiova și Iași, unde realizează proiecte de sistematizare a peisajelor  Grădinii Botanice din Iași, Parcului Craiovița din Craiova, litoralului mediteranean francez și litoralului Mării Negre. În Iași a mai gestionat proiecte legate de spațiile verzi de lângă Universitatea „Alexandru Ioan Cuza”, Teatrul Național "Vasile Alecsandri", Palatul Culturii, și din jurul mănăstirilor Frumoasa și Cetățuia.
Moștenirea sa include circa 400 lucrări artistice (desen, grafică și pictură) și peste 200 de lucrări științifice, plus o serie de manuscrise și periodice, unele dintre acestea regăsindu-se la Biblioteca Academiei din Iași, ca urmare a unei donații a soției sale.